# Ejército romano

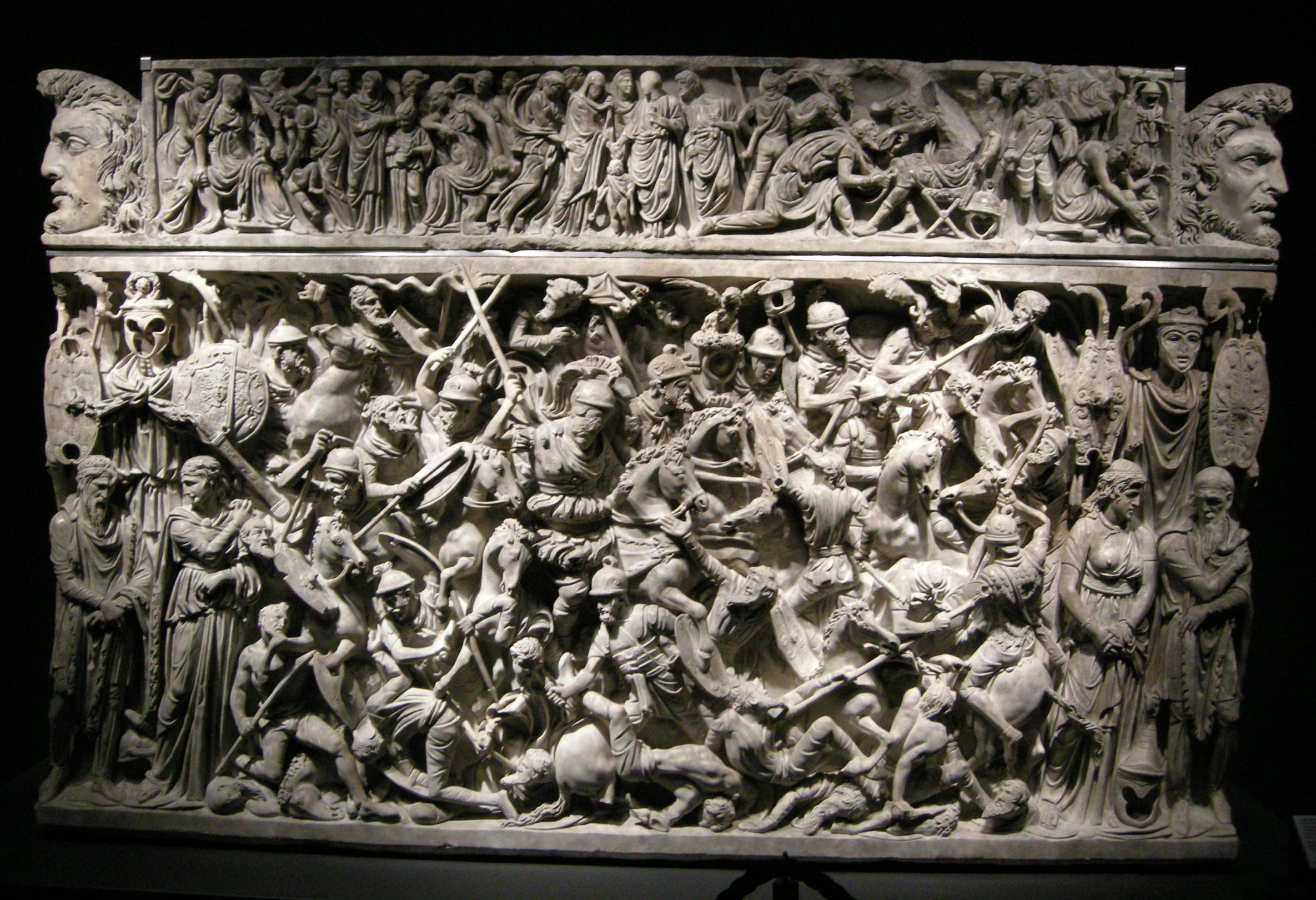
Un ejército romano en combate contra los germanos durante las guerras marcomanas. Relieve del sarcófago de Portonaccio (c. 180 d. C), Museo Nacional Romano.

El término genérico ejército romano se utiliza para referirse a las fuerzas armadas de la antigua Roma, durante la monarquía, la república, el imperio y habitualmente también a las de su inmediato sucesor, el ejército bizantino.

## Monarquía

### Servicio militar
El servicio militar afectaba a los ciudadanos entre diecisiete y sesenta años de edad. Hasta los cuarenta y cinco participaban en las campañas, y los mayores defendían las ciudades y formaban la reserva. Por lo general las clases altas no intentaban rehuir el servicio militar, ya que su cumplimiento era imprescindible para poder acceder a las magistraturas del estado y hacer carrera política (el cursus honorum).
La organización política básica en aquella época era la gens. La leva obligaba a cada gens a proporcionar un cierto número de hombres armados más otros hombres de apoyo. Primero se elegían doce tribunos militares, los cuales elegían cada uno entre los que reunían de la leva en el Capitolio a cuatrocientos soldados, que llevaban por nombre legión. El requisito básico era ser ciudadano romano con ingresos mínimos de cuatrocientas dracmas, y se ingresaba a la infantería o caballería pesada; o bien ciudadano de algún pueblo bajo dominio romano (velites y caballería ligera), lo que contribuía a que el ejército tuviese una moral elevada y un gran fervor patriótico. No se tenían en cuenta otros factores como la religión o el color de la piel. Por el contrario, lo habitual entre los pueblos y civilizaciones de la época era un ejército formado por mercenarios profesionales sin importar su origen.
Las tropas que constituían el ejército eran divididas según su edad. Los más jóvenes eran alistados entre los velites (infantería ligera que arrojaba una jabalina y era muy versátil), luego los hastarios; los que estaban en el esplendor de su edad entre los princeps (infantería pesada) y al final, los más maduros, entre los triarios.
La leva solamente era obligatoria en tiempos de guerra, pero las continuas guerras en las que Roma se veía implicada hacían que en la práctica la leva siempre estuviese en vigor. Aunque los soldados percibían una paga (no muy elevada) sus campos de cultivo quedaban desatendidos, lo que inevitablemente les causaba pérdidas si la campaña se alargaba. El responsable de la leva era el cónsul.
Con el tiempo los criterios de sangre noble se fueron relajando. A mediados del siglo VI a. C. el rey Servio Tulio puso la riqueza personal por delante del criterio de sangre en relación con los derechos y deberes de los ciudadanos. Entre estos derechos y deberes se encontraba el ejército. Servio Tulio dividió Roma en treinta tribus, y agrupó a los ciudadanos en cinco clases sociales, subdivididas en un total de ciento noventa y tres centurias.

### Legión
En los primeros tiempos no había distinción entre ejército y legión, Roma disponía de una sola legión de hasta tres mil infantes y trescientos caballeros. Sin embargo las guerras en aquella época eran escaramuzas limitadas que acababan con el invierno, y es dudoso que alguna vez se llegara a reunir el ejército al completo. Ni siquiera era un cuerpo permanente, se reclutaba y licenciaba según las necesidades.
Los trescientos caballeros (centuriae flexuntes o centuriae celeres) formaban la caballería del ejército de la Antigua Roma. Estaban bajo el mando de tres tribunos de la caballería (Tribuni Celerum) y el jefe supremo de la caballería era el magister equitum.
La aristocracia al principio y las clases ricas posteriormente ocupaban la primera línea como muestra de su liderazgo del pueblo, y también porque podía pagarse el mejor equipamiento, con lo que sus unidades eran muy eficaces y bien armadas. Muy pocos miembros de las clases más bajas podían costeárselo con su paga de soldado.
Con el crecimiento de la población de Roma y las mayores necesidades militares el número de legiones aumentó primero a dos y posteriormente a cuatro.
El mando supremo de la caballería correspondía a un magister equitum, y el de la caballería de cada legión a los tribunos de la caballería.
El mando supremo de los infantes correspondía inicialmente al rey y después a los cónsules o dictadores (o a los legati). El mando de los infantes de cada legión correspondía a los tribunos de la milicia.
Los infantes fueron divididos en cinco clases según su armamento (en función de la riqueza personal): las tres primeras eran las llamadas hastati (lanceros) y las otras dos velites (auxiliares).

#### Unidades
En los primeros momentos el ejército era simplemente una agregación de unidades indiferenciadas inspirada en la falange etrusca. Esta, a su vez, se creó por la influencia de las unidades de hoplitas (ciudadanos-soldados) de la Magna Grecia con las que habían entrado en contacto.
El tamaño de la legión pasó de unos tres mil hombres a más de cuatro mil, pudiendo llegar hasta los cinco mil. También hubo una mayor especialización de los soldados, pero tácticamente no se produjeron cambios y se mantuvo la estructura básica de la falange hoplita.

#### Armamento

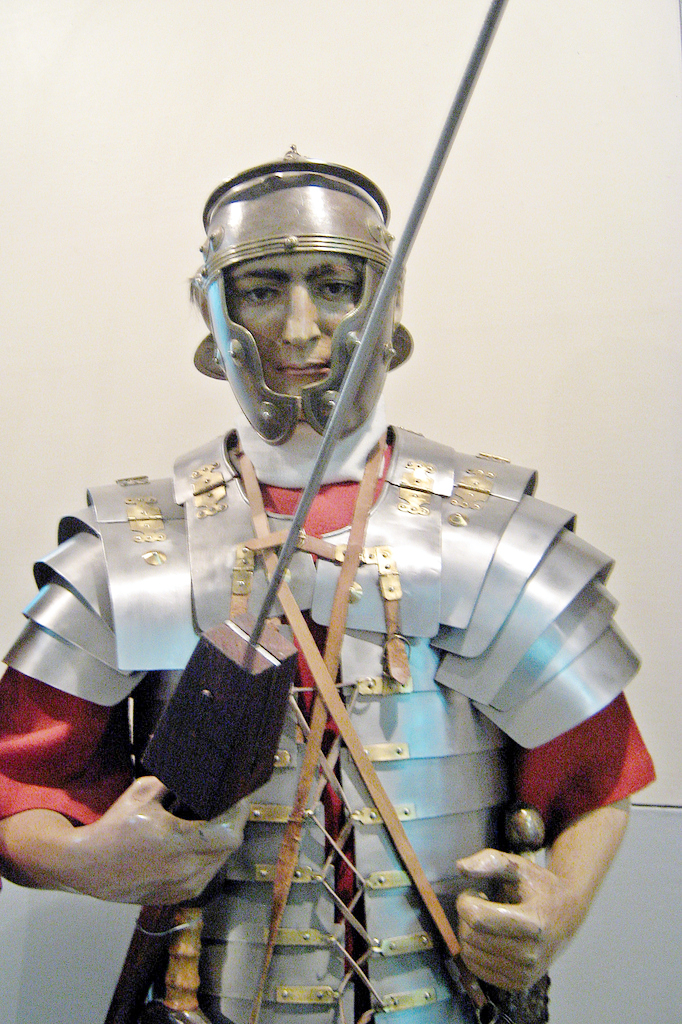
Recreación de un legionario romano ataviado con una armadura de placas de acero. Museo Militar Nacional, Rumanía.

Como cada soldado debía pagarse el equipo, este dependía de a cuál de las cinco clases establecidas por Servio Tulio pertenecía el hombre. La mejor armada era la primera clase:
- Escudo: circular, llamado scutum.
- Muñequera: muñequera de metal que contenía un cuchillo para atacar por sorpresa en un mano a mano, llamado munnecum.
- Cuerpo: corseles de cuero, pectorales de bronce, grebas. Para la época de la monarquía etrusca y los primeros tiempos de la república, la armadura sería de tipo helénica. Linotorax de láminas de lino superpuestas, ofrecía buena protección a la par que ligereza y flexibilidad. Y lorica musculata de bronce y más raramente hierro.
- Yelmo: varios modelos en este período: cónicos, etruscos, etrusco-corintios, calcidicos y áticos. Todos de bronce y de origen heleno.
- Armas: lanza de acometida, espada griega xiphos o kopis.
- Sandalias: reforzadas por una suela de piel gruesa de unos dos centímetros. También llamadas caligae, de ahí el nombre del emperador Calígula.

Las demás clases llevaban progresivamente menor equipamiento, de acuerdo con el poder adquisitivo. La segunda clase carecía de coraza y el escudo era oval, la tercera carecía además de grebas, la cuarta solo tenía jabalinas y una espada posiblemente griega, o un cuchillo largo en su defecto, y la quinta eran honderos (arrojaban piedras).

## República

### Servicio militar

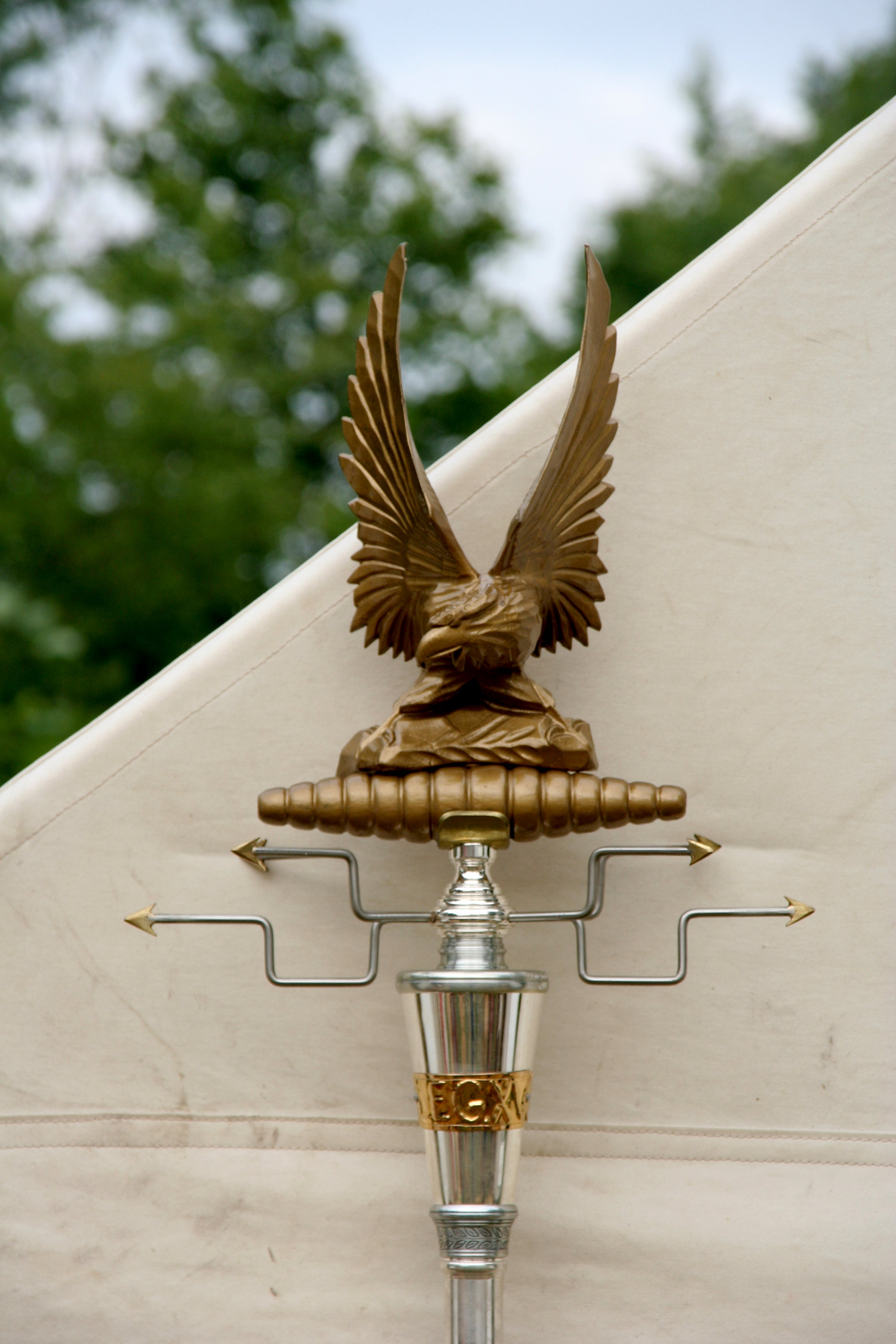
El águila dorada era el símbolo del Imperio, y coronaba los estandartes de cada legión.

Con el paso del tiempo el sistema militar iba sufriendo pequeños ajustes. Con el incremento de población la curia acabó desplazando a la gens. Las curias procedían de antiguas organizaciones principalmente económicas y comerciales, pero también religiosas y judiciales. Paulatinamente las curias se fueron transformando en simples organizaciones territoriales que fueron aprovechadas como unidades de leva.
En tiempos republicanos, los conquisitores estaban al servicio de los procónsules encargados de los reclutamientos. El adiestramiento se iniciaba con un entrenamiento físico realizado con el equipo puesto (unos treinta kilos) e incluía marchas y carreras de obstáculos. Posteriormente la instrucción militar incluía la práctica de movimientos aplicables en las batallas y el manejo de armas.

### Legión
A comienzos de la etapa republicana la legión se organizó con una estructura mucho más formal y estricta. Los equipamientos eran costeados por la propia república y el ejército se hizo profesional. Esto hizo que muchos no ciudadanos entraran al ejército para mejorar su posición social. Como las guerras eran más frecuentes y habían dejado de ser simples escaramuzas, las batallas requerían más planificación.
A medida que las campañas aumentaban en duración se hacía evidente que la situación de una ciudadanía militarizada permanentemente no era sostenible. Esto supuso muchos problemas económicos hasta finales del siglo V a. C. y principios del siglo IV a. C., cuando Roma empezó a tener tamaño suficiente para que los soldados solo fuesen una proporción pequeña de la población. Especialmente importante fue la victoria frente a la ciudad etrusca de Veyes (369 a. C.), cuyo territorio y población fueron anexionados. En esta época el Estado ya compensaba a aquellos que sufrieran un perjuicio económico por tener que abandonar su trabajo.
La lealtad del ejército se reforzaba por el juramento (sacramento) de fidelidad y obediencia a los superiores y de no desertar de la batalla. Las faltas de disciplina se castigaban de acuerdo a su gravedad con la suspensión del sueldo, con azotes o hasta con la muerte. El castigo para unidades completas consistía en diezmarlas, es decir, aplicar la pena de muerte a uno de cada diez legionarios.
Durante el transcurso de la etapa republicana se solía reclutar un máximo de tres o cuatro legiones. Sin embargo continuaron teniendo, como durante la monarquía, una existencia efímera. Únicamente se hicieron permanentes las legiones I a IV, sin contar con las legiones urbanae, que estaban destinadas a la defensa de la propia ciudad de Roma y a labores civiles o policiales dentro de la misma. Cada cónsul tenía dos legiones a su mando junto con los respectivos auxiliares de cada legión, esos eran los ejércitos consulares. Durante la segunda guerra púnica  se reclutaron muchas más legiones para poder hacer frente a la gran amenaza de Aníbal. Hasta la intervención de Publio Cornelio Escipion Africanus, la república de Roma tenía doce legiones activas de forma permanente: Dos legiones en Hispania citerior, dos legiones en el norte de Italia, dos legiones destinadas al Mar Adriático (normalmente en Iliria), Las legiones V y VI (legiones malditas) en Sicilia, las legiones I y IV para un cónsul y las legiones II y III para el otro cónsul del año.

#### Mandos
Cada legión quedó bajo el mando de un cónsul elegido por un periodo de un año. Esto suponía que muchas veces estos dirigentes carecían de dotes militares, y lo más habitual era que los cónsules a su vez nombrasen un legado (legatus), más profesional y con capacidad de mando al que situaban al frente de la legión.
La figura del tribuno militar apareció formalmente en el 331 a. C. La legión se reorganizó en seis cuerpos, dirigidos por los tribunos militares electos. Estos cuerpos se dividían a su vez en otros diez, las centurias, bajo el mando de sendos centuriones. Nominalmente cada centuria constaba de cien hombres, pero en realidad su número de combatientes podía ser de hasta sesenta; la cifra más habitual era de ochenta combatientes. El resto de los hombres que formaban esta centuria eran no combatientes, sirvientes encargados de mantener en las mejores condiciones posibles a los legionarios para combatir eficientemente. También les acompañaba una mula por cada ocho hombres para cargar parte del equipo y las provisiones. Así se creó una jerarquía formada en primer lugar por el cónsul electo, sus legados, los tribunos militares y los centuriones.
Otro cambio obligado por la mayor duración de las escaramuzas fue la necesidad de prorrogar el mandato del cónsul en campaña. Así surgió la figura del Procónsul. La lealtad de los soldados, que se iba desplazando desde el Estado hacia sus jefes directos, hizo que los cónsules y procónsules empezaran a obtener un gran poder militar y político.

#### Unidades
La infantería pesada era la principal unidad de la legión. Según la experiencia se distribuían en hastati o astados (hastatus era el soldado más joven), príncipes (princeps era el soldado en torno a treinta años) y triarii o triarios (triarius era el veterano).
La infantería ligera o velites no tenía una organización ni función precisas. Su actuación se ajustaba a las necesidades de la batalla. Eran un cuerpo de gran ligereza y movilidad que hacía que en muchas ocasiones fuesen los que más bajas infligían al enemigo. Por lo general no eran todavía ciudadanos romanos, sino socii (aliados itálicos, los cuales integraban las alae sociorum) que, desde el siglo III a. C. hasta principios del siglo I a. C. (antes de la de la guerra Social), se reducían aproximadamente a la  Italia actual.
La caballería ligera o equites estaba formada por jinetes expertos que, al mando de sus oficiales, solían atacar por los flancos. Al cargar por los flancos y por la retaguardia, sorprendían al enemigo y presionaban hasta acorralarle.

#### Armamento

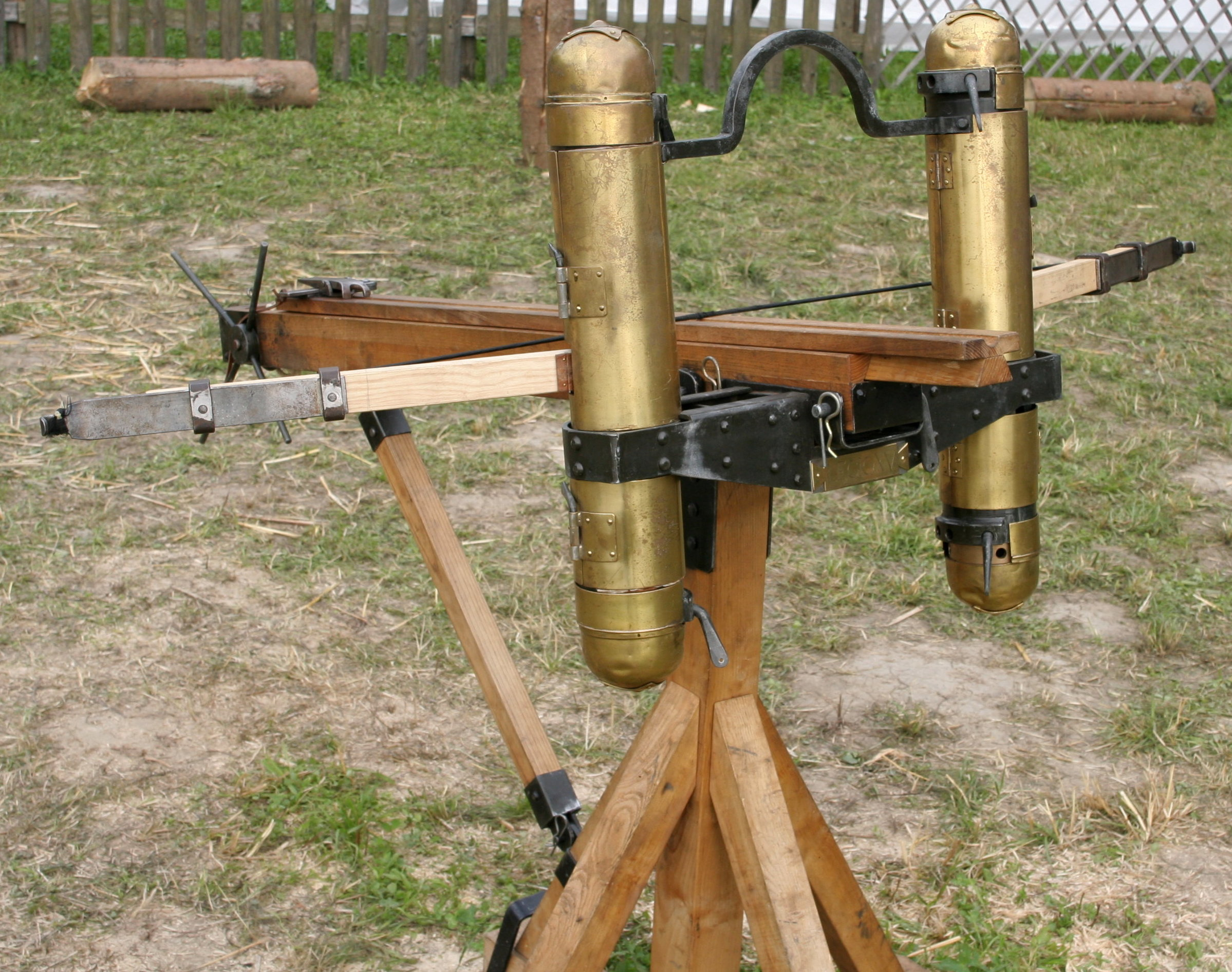
Una balista, maquinaria de guerra utilizada en los campos de batalla y asedios de la época.

El tronco se protegía con una coraza completa, frontal y espalda, de la que hubo varios tipos. La coraza más cara eran dos piezas de metal que protegían completamente el tronco. Por su precio y vistosidad estaban prácticamente reservadas a los oficiales y a la guardia pretoriana, que no aparece hasta el Alto Imperio.
La coraza de escamas, la loriga scamata estaba formada por pequeñas piezas de metal o hueso superpuestas y unidas por alambre. La lorica hamata era una cota de malla. La lorica segmentata estaba formada por hojas de metal alargadas. Proporcionaba mayor protección que la lorica hamata y permitía más movilidad.
Para proteger el vientre utilizaban un cinturón de cuero, con tiras colgantes para proteger los muslos.
El escudo podía ser de bronce o de madera recubierta de cuero, y su forma redonda, oblonga, semicircular o cilíndrica
La muñequera era de metal y contenía un cuchillo para atacar por sorpresa en un mano a mano sin espada. 
El casco protegía la nariz, mejillas y cuello. El de los oficiales llevaba un penacho.
El calzado consistía en unas sandalias fuertes, con tachuelas en la suela, de gran resistencia en las largas marchas.
Las armas eran un pilum pesado, un pilum ligero, el gladius y un puñal de doble filo.
Además llevaban una mochila con objetos personales, agua y raciones para un mínimo de tres días.

#### Marcha y campamentos

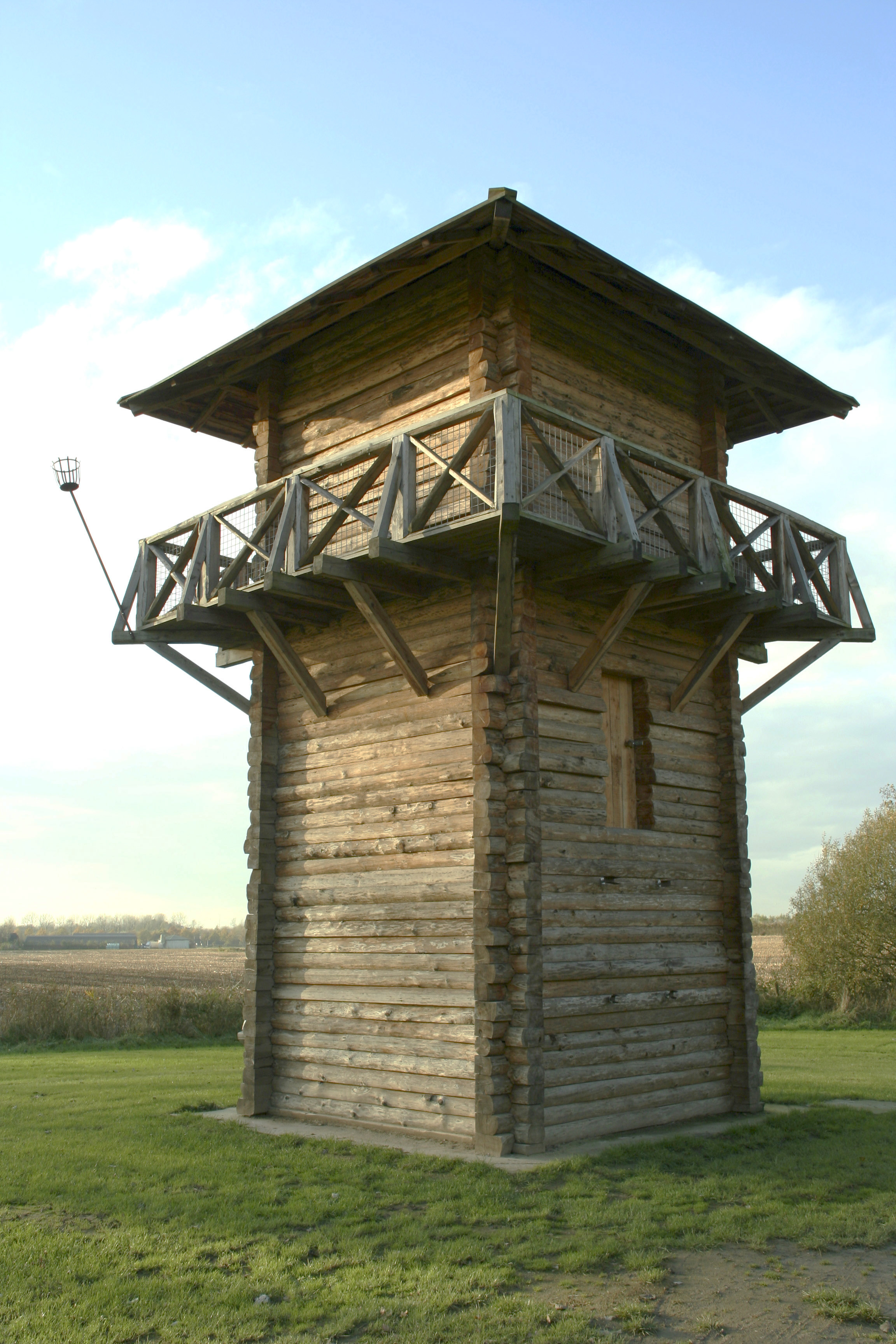
Reconstrucción de una torre de vigilancia romana en Holanda.

Al frente de la legión marchaban los velites explorando el terreno y las posibles trampas. Luego venían la infantería, la caballería, los encargados de levantar el campamento, el general, su guardia, tropas, las máquinas de asedio desmontadas, los oficiales superiores y más tropa cerrando la marcha.
Con las reformas de Mario el campamento (castrum) desempeñó un papel fundamental en las tácticas romanas. No se dejó su establecimiento al azar, sino que seguía unos principios rígidos. Probablemente ningún otro ejército de la antigüedad contó con unos campamentos, para una noche o por tiempo indefinido, con tales niveles de seguridad. 
Externamente se rodeaba por un foso (fossa) de cuatro metros de anchura y tres de profundidad que era excavado por una parte de los legionarios, mientras la otra parte se mantenía en estado de alerta. La tierra extraída se utilizaba para levantar un terraplén defensivo, el agger, a continuación del fossa. En el caso de campamentos eventuales, como los construidos cada día al final de la marcha, el vallum podía ser solamente el agger o también añadir una empalizada de madera. Si el campamento era semipermanente, como durante el descanso invernal o un asedio corto, el vallum era de madera o argamasa. Y si se trataba de algo permanente, por ejemplo vigilar la seguridad de una zona, se utilizaba la piedra. Después del vallum se dejaba un terreno despejado de treinta a sesenta metros, el intervallum.
La tienda del general se levantaba junto a la intersección de dos calles que se cruzaban en forma de cruz latina, la via cardo (de norte a sur) y la via decumana (de este a oeste). En cada una de las zonas se distribuían las tiendas de los legionarios, siguiendo una ordenación específica según el cuerpo. Las tiendas tenían capacidad para cuatro legionarios, pero alojaban a ocho en turnos rotativos.

### El combate
El esquema romano clásico de combate constaba de una vanguardia de velites. A continuación venía la infantería pesada dispuesta en tres líneas:
- Hastati.
- Princeps.
- Triarii (entraban en combate cuando los oponentes estaban cansados de haber luchado con los hastati y priceps, por lo que solían causar un número de bajas bastante elevado).

La formación básica era la infantería en el centro, a la derecha se disponía la caballería romana, y a la izquierda la caballería de los aliados (esto era lo básico, pero muchos generales variaron las formaciones para adecuarse al enemigo).
En vista de sus defectos la formación en falange fue sustituida por el manípulo, consistente en dos centurias bajo el mando del mayor de ambos centuriones. Cada una de estas tres líneas de infantería ya no era continua, sino que se separaba en manípulos, con un pequeño cambio de orden:
- Hastati, manípulos de 120.
- Princeps, manípulos de 120.
- Triarii, manípulos de 60.
- Velites, o infantería ligera, que se disponían delante de las líneas de infantería pesada para explorar y hostigar al enemigo sin trabar contacto directo.

El hueco que quedaba entre dos manípulos de la primera línea se encontraba cerrado por un manípulo en la segunda línea, y a su vez la tercera línea cerraba los huecos de la segunda. El resultado era una disposición en forma de tablero de ajedrez -accies- que dotaba de gran flexibilidad a los movimientos de la infantería.

### El triunfo
Si en una batalla caían al menos cinco mil enemigos y se obtenía una victoria abrumadora el senado decretaba el Gran Triunfo. Este se celebraba con un desfile multitudinario por las calles de Roma liderado por el senado, como símbolo de que ningún general estaba por encima del estado. A continuación iban los cornetas, el botín, los prisioneros, el general triunfador, con una corona de laurel, y sus tropas cerrando el desfile.

### Botín de guerra
Tanto las riquezas como tierras del enemigo pasaban a ser propiedad del Estado. Muchas de estas tierras se les entregaban a patricios y generales victoriosos, o bien se les arrendaban a precios muy reducidos. Los habitantes de la tierra pasaban a ser esclavos del propietario o arrendatario.
Con el paso del tiempo cada vez era más habitual que fuese el propio jefe del ejército el que se alzase con la propiedad del botín y la repartiese a su criterio entre sus ayudantes y la tropa, con lo que se ganaba su fidelidad personal. Esto acabó siendo de gran importancia política desde los últimos años de la república.
El iniciador de esta medida fue Publio Cornelio Escipion Africanus.

### Honor y títulos
Los soldados reclutados entre la clase aristocrática tenían escaso espíritu combativo. Para elevarlo fue preciso dictar una ley que obligaba, para aspirar a una magistratura, a haber servido diez años en el ejército, con lo que se impidió que la aristocracia desertara de sus obligaciones militares.
Los títulos y honores son ambicionados. Antes los honores del triunfo se concedían solamente al cónsul que regresaba victorioso y aumentaba el territorio de la República. Ahora cualquier escaramuza da lugar a la celebración de un triunfo, dentro o fuera de Roma. Para ello se decidió en el año 181 a. C. que para celebrar un triunfo, la batalla debía haber originado al menos cinco mil muertos, pero a menudo se aumentaron las cifras en los informes para saltarse la norma. Los títulos de victorias, reales o ficticias, aumentaban. Los miembros destacados de las familias patricias empezaron a diferenciarse con sobrenombres pues los praenomina se repetían y de esta forma se diferenciaban los miembros de la misma familia (cognomen secundum o agnomen), por ejemplo Escipión (que se tituló Africano), su hermano (Asiático) o su primo (Hispánicus). En 263 a. C. el conquistador de Mesina tomó el sobrenombre de Mesala, y así otros muchos.

### Inicios de la marina romana
En el año 311 a. C. se instituyó la figura de los almirantes (Duoviri navales) para dirigir la pequeña armada romana, formada por unos pocos navíos (galeras sobre todo) y por los contingentes marítimos de las ciudades aliadas que poseían marina (como Nápoles). El 267 a. C. se instituyeron los cuatro cuestores de la marina (Classici quoestores), con sedes respectivas en cuatro puertos: Ostia, Cales (en Campania), Ariminium (Rimini), y otra sede cuyo nombre y situación no es conocido.

## Modificaciones a finales delsigloIIa.C. y en elsigloIa.C.

### La crisis del ejército republicano
No todos los cónsules electos eran muy capaces desde el punto de vista militar. Por ejemplo, en el año 113 a. C. el cónsul Cneo Papirio Carbón fue derrotado en la batalla de Noreia por tropas invasoras de Cimbrios y Teutones, causando la muerte de casi la totalidad del ejército (sobrevivieron 2 000 hombres de un total de 20 000).
Este desastre fue seguido por una guerra en África contra el Rey Yugurta de Numidia. El cónsul Quinto Cecilio Metelo el Numídico fue enviado a derrotar a Yugurta y, si bien no perdió ningún ejército, tras dos años de guerra todavía no había logrado la victoria total. Cayo Mario, uno de sus legados, solicitó a Metelo que le liberase de su deber para poder volver a Roma y presentarse al consulado a finales del año 108 a. C. Cuando Mario se convirtió en cónsul júnior (el que menos votos había obtenido de los dos) en el año 107 a. C. y se le encargó concluir la guerra contra Yugurta se encontró que no tenía ejército.
El ejército de Metelo había sido asignado al cónsul senior, Lucio Casio Longino, para expulsar a los Cimbrios, que volvían a amenazar a Roma desde los Alpes. Por otro lado, los ciudadanos elegibles que quedaban eran muy pocos, debido a los anteriores desastres militares. 
El fondo de la crisis venía de que, al ir Roma expandiendo sus fronteras y tener que enfrentarse a guerras más largas y lejanas, además de a tener que ocupar territorios extranjeros durante años, se rompió definitivamente el ciclo de servicio militar. Pues los soldados ya no eran licenciados tras una campaña a tiempo para atender sus tierras. Y las deudas los hacían presa fácil de los grandes terratenientes, que dominaban el senado y aprovechaban la situación para hacerse con las tierras de los pequeños propietarios. Unido a las bajas de las guerras, este empobrecimiento fue destruyendo la clase media romana que formaba el núcleo del ejército y convirtiendo el servicio militar en cada vez más impopular. Cayo Mario, para solventar este problema, introdujo una serie de reformas.

### Las reformas de Mario
Hacia el final de la República Cayo Mario reformó el ejército. Se hizo permanente. Se abolieron los límites establecidos por las clases de Servio Tulio y se aumentó la paga del legionario, con lo que el número potencial de estos aumentó considerablemente. Los nuevos soldados, sin trabajo y sin propiedades, no deseaban que llegara el final de la campaña, que también significaba el final de la paga. Los soldados se alistaban por dieciséis años, periodo que se fue ampliando hasta veinte o veinticinco. Así se profesionalizó el ejército.

#### Primera reforma: Reclutamiento
La parte más importante de las reformas de Mario fue la inclusión de las personas sin tierras ni propiedades, las denominadas capite censi o censo por cabezas, dentro de las personas que podrían alistarse. Dado que la mayor parte de este grupo eran pobres que no tenían capacidad de comprar su propio armamento, Mario hizo que el estado les suministrase las armas (que irían pagando a plazos). Ofreció a la gente sin recursos un empleo permanente con paga como soldados profesionales, y la oportunidad de ganar dinero mediante los saqueos en campaña. La gente, que tenía muy poca esperanza de incrementar su estatus por otra vía, en seguida empezó a apuntarse al nuevo ejército de Mario. Los soldados se reclutaban para un plazo de 25 años.
Gracias a esta reforma, Mario logró dos objetivos. En primer lugar, consiguió reclutar suficientes hombres en un periodo de crisis y de amenazas externas para Roma. En segundo lugar, solventó un grave problema económico que existía en Roma, provocado por la pérdida de la mayor parte de la clase media en guerras (tanto por la muerte de los ciudadanos, como por su ruina económica, al no poder encargarse de sus propiedades en campaña).

#### Segunda reforma: Estructura militar
Con este ejército permanente, y siendo el estado quien suministraba las armas, Mario pudo estandarizar el equipamiento de la legión romana. El entrenamiento se mantenía durante el año, y no solo cuando era necesario. Mario organizó las legiones de la siguiente forma:
Hizo que desapareciera la división de la infantería en secciones especializadas: hastati, príncipes y triarii. A partir de la reforma, la infantería legionaria constituye un cuerpo homogéneo de infantería pesada, sin distinciones por razón del armamento (ahora estandarizado) o la edad de los soldados. Del mismo modo, se eliminó de la legión el contingente de vélites, que ya estaba totalmente en desuso: la infantería ligera de las legiones primitivas era muy poco efectiva, como se demostró una y otra vez durante las guerras púnicas y fue sustituida por cuerpos especializados de auxiliares, agrupándose según su origen étnico y conservando su estilo peculiar de combate.
- El número total de hombres en una legión completa era de unos 6000, de los cuales aproximadamente 5000 serían soldados. El resto era personal no combatiente.
- La organización interna de la legión consistía en 10 cohortes de 6 centurias cada una. Las diez cohortes que integran la legión van numeradas, obviamente, del I al X, pero están organizadas jerárquicamente: la I cohorte tiene el doble de soldados que las demás, generalmente la componen los más veteranos, y se despliega en primera fila. Por el contrario, la cohorte X despliega en segunda fila, y está compuesta por los soldados más bisoños.
- La centuria consistía en 80 soldados apoyados por 20 no combatientes y dirigidos por un soldado profesional ascendido de entre los soldados rasos y llamado centurión.
- La centuria a su vez se dividía en contubernia (sing. contubernium) grupos de 8 hombres que compartían una tienda. Sin embargo, la centuria luchaba como una unidad, marchaba como una unidad y acampaba como una unidad. Acarreaba con ella todas las armas y demás provisiones e instrumentos necesarios para mantener a la unidad. Esta reducción del convoy de suministros hizo que la legión fuese mucho más rápida en sus desplazamientos.
- De 2 a 6 legiones juntas constituían un ejército.

Desde este momento, las cohortes, de las que habría de seis a diez, sustituyen a los manipula como unidad táctica básica. Cada cohorte se compone de 6 a 8 centurias y es liderada por un centurión asistido por un optio, un soldado capaz de leer y escribir. El centurión mayor de la legión es llamado primus pilus, un soldado de carrera y asesor del legado.
Este pequeño ejército, capaz de batirse por sí solo en casi cualquier modalidad militar, arrastraba (especialmente en época imperial) una gran cantidad de personal civil no directamente relacionado con la legión: comerciantes, prostitutas, "esposas" de legionarios (que no podían contraer matrimonio), que al establecerse en torno a los campamentos permanentes o semipermanentes acababan dando lugar a auténticas ciudades.
Las legiones pronto se encontraron en una condición física y de disciplina insuperable, sin parangón en el mundo antiguo.

#### Tercera reforma: Jubilación
La tercera reforma que Mario logró introducir fue una legislación que otorgaba beneficios de jubilación a los soldados en la forma de tierras. Los miembros del censo por cabezas que terminaban el servicio recibían una pensión de su general y una finca en alguna zona conquistada a la que podían retirarse.
Por último, Mario garantizó a los socii (aliados) itálicos (Etruria, Piceno, etc.) la plena ciudadanía romana una vez terminado por completo el servicio militar.

### Impacto de las reformas de Mario
El primer y más obvio resultado fue una mejora en la capacidad militar del ejército. Ya no era necesario que, cuando la República se viese amenazada, el general de turno tuviera que reclutar a toda prisa un ejército, entrenarlo para luchar y obedecer las órdenes, y luego hacerlo marchar a la batalla completamente novato. Este solo hecho fue imprescindible en el crecimiento y el éxito de la máquina militar romana y tuvo como resultado un éxito continuado de los romanos en el campo de batalla.
Otro beneficio de las reformas fue el establecimiento de legionarios retirados en tierras conquistadas. Esto ayudó a integrar la región en el imperio, romanizando a sus ciudadanos, y reduciendo con ello el descontento y la sensación de opresión.
Sin embargo, otro aspecto de las reformas de Mario que comenzó a comprobarse más adelante como una especie de efecto secundario, fue que la lealtad de las legiones comenzó a trasladarse desde el estado romano (esto es, el «Senado y el Pueblo de Roma») hacia el propio general que dirigía el ejército. Comenzó a ser común que los generales, en lugar de retirarse tras el cese de las hostilidades, rechazasen perder su imperium y usasen su ejército (que le era leal a él) para consolidar su poder. Esto llevó a una serie de guerras civiles durante el siglo siguiente y finalmente condujo a la destrucción de la República y transformación en Imperio.
Más tarde, este problema se disparó con la crisis del siglo III, en el periodo de cincuenta años conocido como "anarquía  militar", donde los emperadores subían al trono o eran asesinados en función de su capacidad para sobornar a las tropas, y en un año podían sucederse varios. Incluso se llegó a subastar el puesto de emperador. Después de este periodo de medio siglo de caos, Roma quedó arruinada y tan débil que los bárbaros comenzaron a ser un problema serio. Posteriormente, el problema de la lealtad de los ejércitos supuso un cáncer que minó una y otra vez al Imperio hasta el punto de ser uno de los principales factores, si no el mayor, de su decadencia y destrucción.

## Imperio

### Servicio militar
Los territorios que fueron anexionados a Roma más tempranamente aportaban soldados y, en las provincias (los territorios fuera de Italia) se reclutaban en función del tiempo permanecido bajo soberanía romana. Normalmente no era necesario forzar el reclutamiento, pues el número de voluntarios era suficiente para cubrir las necesidades. Los ciudadanos romanos podían alistarse en cualquier unidad, pero, preferentemente, lo hacían en las legiones, mientras que los peregrinos, o personas libres no ciudadanas, eran enviadas a las tropas auxiliares.
Un caso especial lo constituían las tropas de guarnición en Roma, ya que la guardia pretoriana y las cohortes urbanas se nutrían con ciudadanos romanos itálicos y de las provincias más romanizadas, como la Bética, Macedonia o la Gallia Narbonense, mientras que las cohortes de vigiles eran reclutadas fundamentalmente de entre libertos, personas que tenían vedado el acceso al resto de los cuerpos.

### Legión
En esta época el ejército estaba formado por treinta legiones de unos cinco mil trescientos hombres cada una. La legión ya era un cuerpo permanente, podía variar en número y composición pero siempre existía, cada una con sus símbolos, historia y glorias particulares. En ellas había gran variedad de especializaciones como soldados, zapadores, policía militar, cuerpo médico, etc.

#### Mandos
Cada legión, bajo el mando de un legatus, constaba de infantería y de caballería. Inmediatamente bajo su mando había siete tribunos militares, de los cuales seis eran oficiales procedentes del ordo equester, 5 tribuni angusticlavii con mando sobre dos cohortes y un tribunus sexmestris al mando de la caballería legionaria, y uno era miembro del ordo senatorius como tribunus laticlavius, y era un joven senador que ejercía de segundo del Legado.
Por debajo, se encontraba el Praefectus Castrorum, un antiguo Primus Pilus que en vez de jubilarse había ascendido a este puesto e ingresado en el ordo equester. Era el encargado de la logística, del mantenimiento del campamento y del mando de la artillería y maquinaria de asedio en combate.
La infantería constaba de diez cohortes, de las que la primera era especial. Estaba formada por cinco centurias de ochenta hombres, cada una de ellas bajo el mando de un centurión, siendo el centurión de la primera centuria llamado Primus Pilus, y por tanto el cuarto hombre de la unidad, con acceso directo al Legado. Además incluía un cuerpo de seiscientos hombres que no participaba en la batalla formado por escribanos y comerciantes. En total unos mil hombres.
Las nueve cohortes restantes eran iguales. Cada una de estas cohortes, de cuatrocientos ochenta hombres, se dividía en seis centurias bajo el mando de sendos centuriones.
La caballería estaba integrada por unos ciento veinte hombres, en cuatro turmae de 30 jinetes al mando de sendos centuriones.
Por debajo de los centuriones se encontraban los suboficiales, llamados principales, de entre los que destacaban el optio o lugarteniente del centurión, el signifer o porta estandare o signum de una centuria, el aquilifer, portaestandarte mayor de la Legión, el tesserarius o suboficial de seguridad, y otros muchos cargos especializados, como el veterinarius.
Todavía por debajo estaban los inmunes, exentos de trabajos pesados, formados por algunos especialistas y por todos los jinetes, con doble paga o paga y media. Por último, estaban los soldados rasos.

### Auxiliares
El punto débil de las legiones estaba en su propia fortaleza: básicamente eran unidades de infantería pesada, con un elevado número de especialistas en las más variadas tareas militares y no militares, y por ello poco adecuadas para tareas rutinarias. Además, su carencia de caballería y potencia de fuego a media distancia hacía que necesitaran ser completadas.
En época republicana, el estado romano había contratado tropas de auxilia, como los temerarios honderos baleares o grupos de celtas, germanos o mauritanos para campañas concretas para poder cubrir estas carencias.
Siguiendo este modelo, Augusto decidió que se crearan tropas de auxilia, pero no ya contratadas para campañas concretas, sino formando parte del ejército regular. Así, se crearon unidades específicas de caballería, alae, de infantería, cohortes, o mixtas de infantería y caballería, Cohors equitata, especializadas o no, reclutadas de entre las personas libres que carecían de la ciudadanía romana -la inmensa mayoría de la población del imperio-, y que, tras 25 años de servicio, obtendrían la ciudadanía romana como premio.
A mediados del siglo I, se crearon unidades mixtas de caballería e infantería, llamadas cohortes equitatae, con una proporción de 4 a 1 de infantes sobre jinetes.
Las unidades auxiliares fueron asignadas permanentemente a legiones concretas con las que podían compartir campamento, pero a mediados del siglo I, fueron separadas de las legiones e instaladas en campamentos permanentes propios, llamados castellum (castella en plural).
En principio, las unidades eran de tipo quincuagenario, similares a las cohortes legionarias ordinarias, con 480 soldados de infantería, 512 jinetes o 480 infantes y 120 caballeros, según fueran cohortes de infantería, alas de caballería o cohortes equitatae; sin embargo, su separación de las legiones y su establecimiento en puntos concretos del limes con su propio campamento provocó la necesidad de que algunos sectores contaran con unidades más numerosas, para lo que se crearon algunas unidades miliarias, con 800 infantes, 720 jinetes, o 800 soldados y 240 caballeros, nuevamente según fueran cohortes de infantería, alas de caballería o cohortes equitatas.
El armamento o forma de vestir podía ser similar al de las legiones, o ser completamente específico, como ocurría con las unidades de arqueros sirios, jinetes ligeros del norte de África o caballería pesada parta. Por su parte, los mandos eran siempre romanos. Un caballero, miembro del ordo equester, dirigía cada unidad como tribunus cohortis, praefectus alae o praefectus cohortis, y los centuriones y decuriones siempre tenían la ciudadanía, así como muchos de los principales de las unidades.
Algunas unidades fueron reclutadas también entre ciudadanos romanos de Italia voluntarios, y entonces estaban equipadas de la misma forma que las legiones; en algunos otros casos, otras unidades reclutadas en las provincias, si carecían de ciudadanía, podían obtener, por ciertas acciones meritorias en campaña, el título de civium romanorum, y pasaban a estar equipadas de la misma forma que las legiones, aunque conservaran algunas armas propias.
A mediados del siglo II, el proceso de homologación entre unidades auxiliares y legiones estaba muy avanzado, lo que restaba eficacia al ejército romano, y, además, la aparición de bárbaros difícilmente encuadrables en un ejército regular, hizo necesario buscar alguna solución. La respuesta fue adoptar un modelo similar al republicano, contratando a un grupo de bárbaros, bastante reducido, en torno a 300, ponerlos bajo mando romano y crear unidades llamadas numerus de infantería y cuneus de caballería, y utilizarlos como verdadera carne de cañón, aunque, con el tiempo, estas unidades tendieron a ser permanentes.
A partir del siglo IV, la diferencia entre auxiliares y legiones desapareció totalmente y solo se conservaron los nombres de las unidades.

### Marina

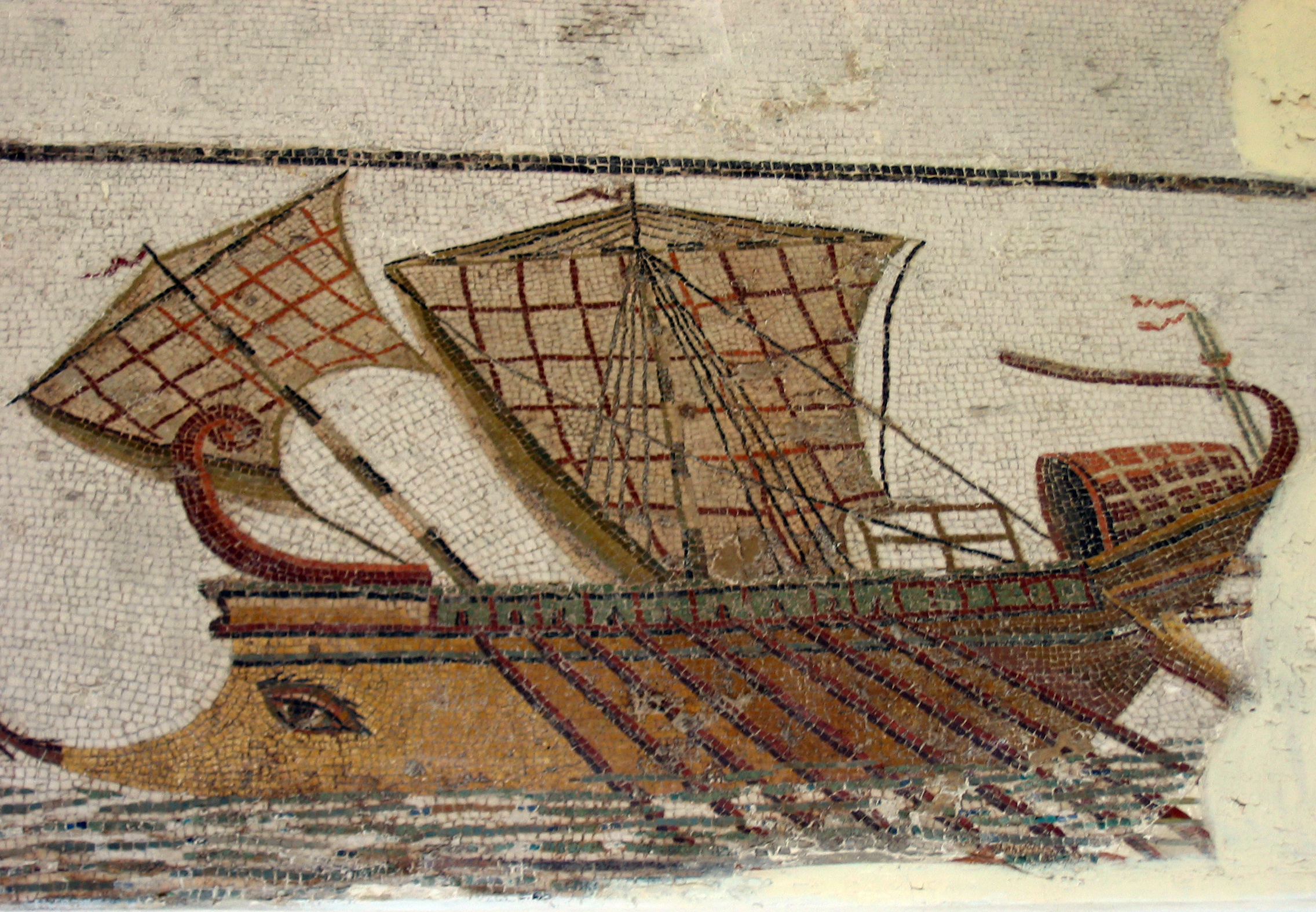
Trirreme romano representado en un mosaico.

Cuando Roma comenzó a prestar atención al mar las clases más humildes, raramente encontradas en la infantería y nunca en la caballería, encontraron acomodo en las tripulaciones de la flota. Esta tenía necesidad de una gran cantidad de personal poco preparado y sin requerimientos de equipamiento especial; un barco de guerra podía necesitar hasta trescientos remeros y ciento veinte marineros.

### Veteranos
Al licenciarse al final de su servicio 20 años para los legionarios, 16 para la guarnición de Roma, 25 para los auxiliares y 26 para los marineros- los soldados recibían el honroso título de veteranus (veterano), y el emperador, por medio del Aerarium Militaris creado en el año 2 a. C., les entregaba un premio en metálico, de 3000 a 5000 denarios, según épocas, y recibían ciertos  privilegios, como casarse legalmente, regularizando cualquier unión anterior y otorgando la ciudadanía romana a los hijos que hubiesen tenido o a los que fueran a tener. Asimismo, se les permitía instalarse en cualquier parte del Imperio, y si este lugar era una ciudad privilegiada, municipio o colonia, se convertían automáticamente en miembros de su consejo local u Ordo Decurionis, estaban exentos de ciertas cargas, como alojar militares en sus casas y no podían ser sometidos a castigos o penas infamantes. 
Si habían prestado servicio en la marina o en las tropas auxiliares y no eran ciudadanos romanos, con la licencia se les concedía automáticamente la ciudadanía romana. Se archivaba un certificado o Diploma militaris, consistente en dos tablillas de bronce con la fecha, nombre del emperador, nombre del soldado, grado, privilegios, años de servicio y cuerpo, y se les entregaba una copia, aunque esto solo afectaba a los soldados de las unidades auxiliares y de la flota, porque con ello demostraban la adquisición de la ciudadanía romana.

### Guardia pretoriana

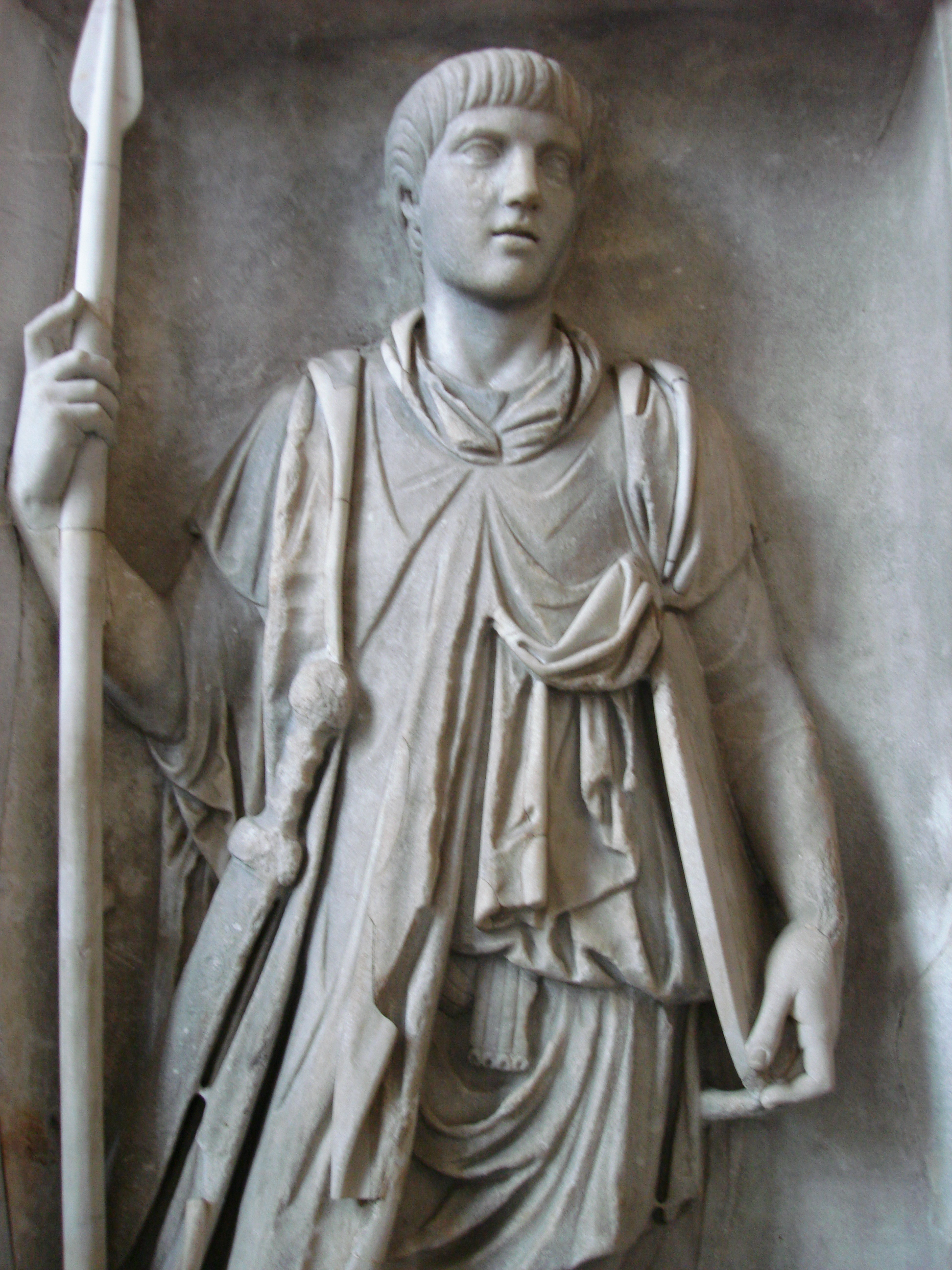
Relieve de un soldado pretoriano procedente de Pérgamo (Turquía). Viste uniforme de cuartel, esto es, sin corarza, portando lancea, gladius, cingulum militiae y un pequeño escudo tipo caetra.

Este cuerpo militar fue establecido por César Augusto como guardia personal del emperador, y fue suprimida por el emperador Constantino I después de vencer a su rival Majencio en la batalla del Puente Milvio. Recibía un entrenamiento mucho más intenso, su paga era mayor, su servicio era de solo 16 años, y solamente participaba en las guerras si el emperador en persona acudía al frente de batalla. Al mando de los pretorianos estaban los dos praefecti praetorium, que en ocasiones se reducían a uno solo. Sus hombres eran reclutados de entre los ciudadanos romanos de Italia y, excepcionalmente, de las provincias más romanizadas como la Galia Narbonense, la Bética o la Tarraconense.
Augusto organizó la guardia pretoriana en 9 cohortes quincuagenarias de 480 soldados cada una, situadas en diferentes ciudades de Italia. Tiberio reunió las 9 cohortes en Roma y creó un cuartel permanente para ellas, el castra praetoria. Vitelio transformó las cohortes en miliarias, con 800 hombres, e incrementó su número hasta 12, pero, al año siguiente, Vespasiano redujo su número nuevamente a 9. Por último, Septimio Severo licenció a todos los pretorianos itálicos que habían asesinado a Pertinax y a Didio Juliano, y que se habían atrevido a subastar el puesto de emperador al mejor postor, y los substituyó con legionarios de las legiones de Panonia, y, para asegurarse tropas alternativas a las de la guarnición de Roma, instaló en los Montes Albanos a la Legio II Parthica.
Debido a su cercanía al emperador la guardia pretoriana acabó transformándose en un instrumento de poder. Muchos emperadores fueron asesinados o depuestos por su guardia pretoriana, y algunos prefectos llegaron a emperador, tal y como ocurrió con Macrino.

## Ejército romano tardío
Se conoce por ejército romano tardío a las fuerzas militares del Imperio romano desde el ascenso al trono del emperador Diocleciano en el año 284 hasta la división definitiva del imperio en sus mitades oriental y occidental en 395. Pocas décadas después el ejército occidental se desintegró con el colapso del Imperio romano de occidente. El ejército romano del este, por otro lado, permaneció intacto y esencialmente estable hasta su organización por themas y su transformación en el ejército bizantino en el siglo VII. El término "ejército romano tardío" a menudo se utiliza para incluir el ejército romano del este.
El ejército del principado atravesó una transformación significativa como resultado del caótico siglo III. Al contrario que el ejército del principado, el ejército del siglo IV dependía de manera importante en las levas y los soldados que los conformaban estaban peor pagados que los del siglo II. Los bárbaros procedentes de fuera del imperio probablemente aportaban una mayor proporción de reclutas que durante los siglos I y II, aunque existen pocas evidencias de este hecho.
El ejército del siglo IV probablemente no era más grande que el del siglo II. El principal cambio en su estructura fue la creación de grandes ejércitos que acompañaban a los emperadores (comitatus praesentales) y que generalmente estaban asentadas en un punto alejado de las fronteras. Su función principal era hacer frente a posibles usurpadores. Las legiones fueron divididas en unidades más pequeñas, comparables al tamaño de los regimientos de tropas auxiliares del principado. En paralelo, la armadura y el equipo de los legionarios fue abandonado en favor del de los auxiliares. La infantería adoptó el equipo más protector de la caballería del principado.
El rol de la caballería en el ejército tardío no parece que fuera mucho más importante que el del principado. La evidencia que soporta esta afirmación se basa en que su proporción con respecto al total de soldados permaneció similar a la del siglo II. Además, su rol táctico y su prestigio se mantuvieron similares. Es más, adquirieron cierta mala reputación por incompetencia o cobardía en las tres principales batallas de mediados del siglo IV. En contraste, la infantería mantuvo su reputación tradicional de excelencia.
Los siglos III y IV fueron testigos de las reformas en muchos de los fuertes fronterizos de cara a hacerlos más defendibles, al igual que de la construcción de nuevos fuertes con especificaciones defensivas más altas. La interpretación de esta tendencia ha llevado a un debate sobre si el ejército adoptó una estrategia de "defensa en profundidad" o si, por el contrario, mantenía la misma postura de "defensa adelantada" de comienzos del principado. Muchos elementos de la postura defensiva romana tardía eran similares a los asociados a la defensa adelantada, como por ejemplo la localización avanzada de los fuertes, las frecuentes operaciones cruzando la frontera, o la existencia de zonas externas habitadas por tribus aliadas. Cualquiera que fuera la estrategia defensiva, en apariencia resultó menos exitosa a la hora de prevenir incursiones bárbaras que la de los siglos I y II. Esto pudo deberse a una mayor presión bárbara o a la práctica de mantener los principales ejércitos y a las mejores tropas en el interior, privando a las fronteras de un apoyo suficiente.

## Lista general de las unidades del Imperio romano
- Accensus - cualquier oficial público que atendió sobre varios de los magistrados romanos; o una especie de soldado de supernumerario que sirvió para llenar los sitios de oficiales muertos o incapacitado (inutilizado) por sus heridas en la República romana
- Adscripticius - un soldado de supernumerario de la República romana que sirvió para llenar los sitios de los oficiales que fueron muertos o incapacitados (inutilizados) por sus heridas.
- Antesignani - tropas de Vanguardia. Antesignani quiere decir " aquellos antes del estandarte " (Signus, Signum)
- auxilia - las tropas en el ejército romano de los últimos períodos Republicanos e Imperiales que al principio se quedaron en su provincia, pero fueron formalizadas y más tarde tomaron el papel de apoyo de especialista que provee a las legiones. Un ejemplo sería el arquero sirio.
- Honderos baleares - honderos Expertos de las Islas Baleares de la costa mediterránea de la España moderna.
- bucelarii - una unidad de soldados en el tardío Imperio romano e Imperio bizantino, que no fue apoyado por el estado, sino más bien por los individuos como un general o el gobernador.
- cataphractarii - soldados de caballería pesadamente armados y con una armadura también muy pesada, adoptados del Partos y primero desplegado por los Romanos en el siglo II durante el reinado de emperador Adriano. Se los conocía por el nombre de "jinetes de hierro" a causa de su armadura que cubría jinete y caballo por completo. Era una caballería del Imperio de Oriente.
- Classiarii - Marineros romanos
- Celeres - una fuerza de 300-500, probablemente la caballería que sirvió como un guardaespaldas a los tempranos reyes romanos, durante la monarquía. Su nombre Celer significa en latino "el rápido".
- Clibanarii - una unidad militar de jinetes pesados armados similares al Catafractos. Como estos anteriores, vestían una pesada armadura y utilizaban un mazo como arma. Unidad del Imperio romano de Oriente.
- Cohortes urbanae - una unidad de policía de la Roma urbana y que llegó a contrapesar el poder de la guardia pretoriana.
- Comitatenses - el legionario estándar después de que las reformas de Constantino. Su nombre proviene del "comité" (de aquí la palabra conde) que era el oficial que los dirigía.
- Comitatenses Palatini o Auxilia Palatina-ejército de campo del tardío Imperio romano que era único ya que siempre estaba bajo el mando directo del Emperador romano. Constituían una guardia palaciega aunque también operaba en campaña. Más o menos 1 de cada 5 miembros era bárbaro.
- Contarií -
- dromedarii - unidad a camello como fuerzas auxiliares reclutadas en las provincias de desierto del Imperio romano del este.
- Duplicarius - el oficial en el ejército
- Equites - tropas de caballo romanas ciudadanas establecidas en la clase romana ecuestre.
- Evocati - Soldados veteranos que se reenganchaban para servir bajo las órdenes de su antiguo general.
- Foederati - soldados proporcionados por tribus bárbaras a cambio de dinero.
- frumentarii - el servicio secreto del Imperio romano.
- Hastati - la primera línea de batalla en el Ejército romano Republicano antes de las reformas de Mario.
- herculiani - la guardia imperial de los Emperadores del Imperio romano de 284 hasta 988 establecida por el emperador Diocleciano.
- Ioviani (también se les llamó Jovianos) - la guardia imperial de los Emperadores del Imperio romano de 284 hasta 988 establecida por el emperador Diocleciano. Su nombre proviene del dios Jove.
- Lancearii - Lanceros de campaña enviados para que apoyaron el comitatenses. Se cree que llegaron a ser una unidad de élite.
- Latini - las tropas aliadas de la República formadas por no ciudadanos que vivían en ciudades aliadas latinas
- Limitanei -Creados por el emperador Constantino eran una unidad fronteriza, similares a los auxiliares de los primeros siglos del Imperio romano, que tenían como función repeler a las invasiones bárbaras hasta que llegásen los cominatenses.
- lanceros Menapios  - Menos numerosos y los mejores mercenarios auxiliares.
- Arqueros Nabateos - arqueros Auxiliares reclutados en Nabataea, en lo que es ahora Jordania.
- Numerii - un término aplicado para cualquier soldado
- pedites - la infantería del temprano ejército del reino romano. La mayoría del ejército en este período.
- Peditatus - un término que se refiere a cualquier soldado de infantería en el Imperio romano
- praetorians o pretorianos - una fuerza especial de guardaespaldas usados por Emperadores romanos, disueltos por Constantino. Formaron la guardia pretoriana.
- Príncipes - la segunda línea de batalla en el Ejército romano Republicano antes de las reformas de Mario.
- rorarii - la línea final, o  de reserva, en el ejército republicano de antes de Mario. Estos fueron eliminados aún antes de las reformas como el Triarii proporcionaban un anclaje final muy robusto
- Sagittarii - arqueros, incluyendo arqueros auxiliares que montan caballo reclutados principalmente en el Imperio Oriental y África
- Scholae Palatinae - una tropa de la elite de soldados en el ejército romano creado por el Emperador Constantino el Grande para proporcionar la protección personal del Emperador y su familia. Eran los sustitutos de la guardia pretoriana.
- Socii - Reclutas
- speculatores - los exploradores y el elemento de reconocimiento del ejército romano
- supernumerarii - una especie de soldado de supernumerario que sirvió para llenar los sitios de los muertos o incapacitado por sus heridas
- Triarii - la tercera línea estándar de infantería del ejército de la República romana
- Vélites - una clase de infantería ligera en el ejército de la República romana. Lanzaban jabalinas.
- Vigiles - los bomberos y la policía de Roma Antigua.